# Rumänische Eishockeyliga 1987/88
Die Saison 1987/88 war die 58. Spielzeit der rumänischen Eishockeyliga, der höchsten rumänischen Eishockeyspielklasse. Meister wurde zum insgesamt 25. Mal in der Vereinsgeschichte Steaua Bukarest.

## Modus
In der Hauptrunde absolvierte jede der vier Mannschaften insgesamt 18 Spiele. Der Erstplatzierte der Hauptrunde wurde Meister. Für einen Sieg erhielt jede Mannschaft zwei Punkte, bei einem Unentschieden gab es einen Punkt und bei einer Niederlage null Punkte.

## Hauptrunde

### Tabelle
|    | Klub               | Sp | S  | U | N  | T  | GT  | Punkte |
| -- | ------------------ | -- | -- | - | -- | -- | --- | ------ |
| 1. | Steaua Bukarest    | 18 | 14 | 1 | 3  | 96 | 49  | 29     |
| 2. | Dinamo Bukarest    | 18 | 10 | 3 | 5  | 89 | 66  | 23     |
| 3. | SC Miercurea Ciuc  | 18 | 8  | 2 | 8  | 69 | 62  | 18     |
| 4. | CSM Dunărea Galați | 18 | 0  | 2 | 16 | 53 | 130 | 2      |

Sp = Spiele, S = Siege, U = Unentschieden, N = Niederlagen